# Magnetic Man
Magnetic Man er en Dubstep/Drum and bass-trio fra Storbritannien.
Magnetic Man blev en realitet i 2008, hvor Skream og Benga hev fat i deres ven og mentor, UK-garage-producer Artwork, og dannede gruppen primært som et live-projekt. Magnetic Man gæster i 2011 Roskilde Festival. Trioen har allerede gæstet Festivalen tilbage i 2008.
| Musikgruppe | Spire Denne artikel om en britisk musikgruppe er en spire som bør udbygges. Du er velkommen til at hjælpe Wikipedia ved at udvide den. |